# Посёлок имени Карамзина
Посёлок имени Карамзина (Карамзинка) — посёлок в городском округе город Ульяновск Ульяновской области. Расположен на берегу реки Волги.

## История
История развития населённого пункта тесно связана с образованием психоневрологической больницы имени Николая Михайловича Карамзина.

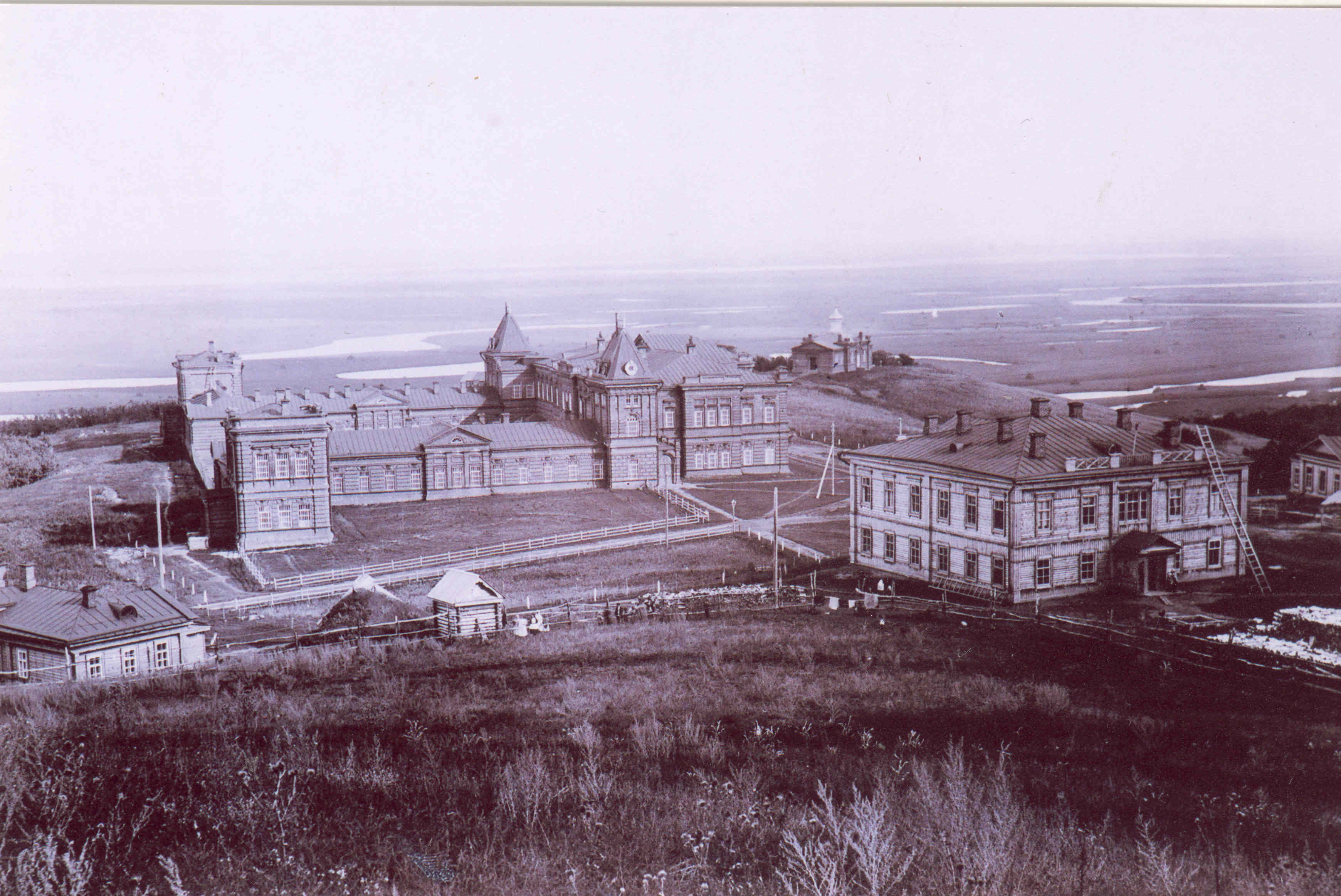
Посёлок имени Карамзина (фото 1910).

Строительство Карамзинской колонии душевнобольных связано с фамилией Карамзиных. Симбирское Уездное Земство в 1881 году получило завещанный Владимиром Николаевичем Карамзиным (1819—1879), сыном известного историографа Николая Михайловича Карамзина, капитал в 125 тыс. рублей, который предназначался для строительства благотворительного заведения. После раздумий и споров было принято решение строить на полученные деньги колонию для душевнобольных.
В 1893 году, в 10 верстах от Симбирска, был арендован участок для строительства будущей больницы. Директором больницы стал Василий Александрович Копосов (1851—1922), который лично участвовал в разработке проектов корпусов больницы. Для архитектурно-инженерного руководства был назначен инженер-строитель М. Г. Алякринский. В дальнейшем всё строительство осуществлялось по проекту знаменитого архитектора Ф. О. Ливчака. Строительство велось, в основном, ручным способом, кирпич поступал с Вырыпаевского завода и небольшого местного предприятия Мастредеева..
В 1898 году здания больничных корпусов были готовы. Одновременно с основными зданиями больницы строилось жильё, подсобные помещения. Первым названием больницы было «Карамзинская колония душевнобольных Симбирского Земства». В 1898—1899 годах в связи с приёмом пациентов из Александровской больницы производила набор служителей и служанок для ухода за больными из ближайших сёл: Белого Ключа, Вырыпаевки, Больших Ключищ. В посёлке появились семейные жители с детьми. Обжившись, на общем собрании рабочие поставили вопрос об открытии здесь школы начального обучения их детей. Строительство больницы было завершено в 1901 году.
Началось активное строительство жилых домов для рабочих подсобного хозяйства и специалистов: полевода, огородника, садовника, помещения для конторы и ряд других. Была построена церковь Святого Равноапостольного Великого князя Владимира.
В 1913 году Карамзинская колония душевно-больных Губернского Земства находилось в Сельдинской волости Симбирского уезда Симбирской губернии.
В 1921 году больница стала «Советской Карамзинской колонией». Позже называлась (до 2013 года) — «психиатрическая больница имени Н. М. Карамзина».
В 1926 году напротив главного корпуса больницы был построен деревянный домик для детского сада.
В 1943 году начальная школа была преобразована в семилетнюю. К началу шестидесятых годов возникла существенная необходимость строительства в посёлке типовой школы на 320 мест, которую построили в 1963 году. В 1976 году было построено здание нового детского сада, в котором размещалось 4 группы малышей.                                                                                                                                                                                                           
Решением Ульяновского облисполкома № 516 от 7 августа 1985 г. в Ульяновском районе возник — Набережненский сельсовет с центром в посёлке психоневрологической больницы им. Карамзина.                                                                                                                                                                                                           
Во второй половине 80-х годов посёлок вошёл в состав Железнодорожного района города Ульяновска.                                                                                                                                                             
С 2004 года в подчинение Железнодорожного района города включён посёлок.                                                                                                                                                            
Главным объектом в посёлке продолжает оставаться больница, которая с 1 марта 2013 года получила название ГКУЗ «Ульяновская областная клиническая психиатрическая больница». Приставка «имени Карамзина» была убрана, хотя в народе больницу продолжают называть «Карамзинкой». Ныне — Государственное казенное учреждение здравоохранения Ульяновская областная клиническая психиатрическая больница имени В.А. Копосова (ГКУЗ "УОКПБ им. В. А. Копосова").

## Население
- На 1913 год в 10 дворах жило: 409 мужчин и 206 женщин, имелась церковь[7].
- На 1930 год в Карамзинской колонии жило: 594 человек[9].

- В 2010 году 1199 человек.

## Достопримечательности
- Комплекс психиатрической больницы 1893—1901 годов постройки.
- Владимирская церковь (Церковь Святого Равноапостольного Великого князя Владимира) [10][6][11][12]. Ныне находится в полуразрушенном состоянии (была закрыта в 1923 году, после смерти Копосова, купол был снесён, а в здании устроен клуб). Остались лишь стены. 16 сентября 2023 года, в храме во имя святого равноапостольного князя Владимира посёлка имени Карамзина будет совершена первая за сто лет Божественная литургия[13][14][15].
- Обелиск — памятник погибшим воинам в Великой Отечественной войне[16].
- Рядом с посёлком расположен родник.

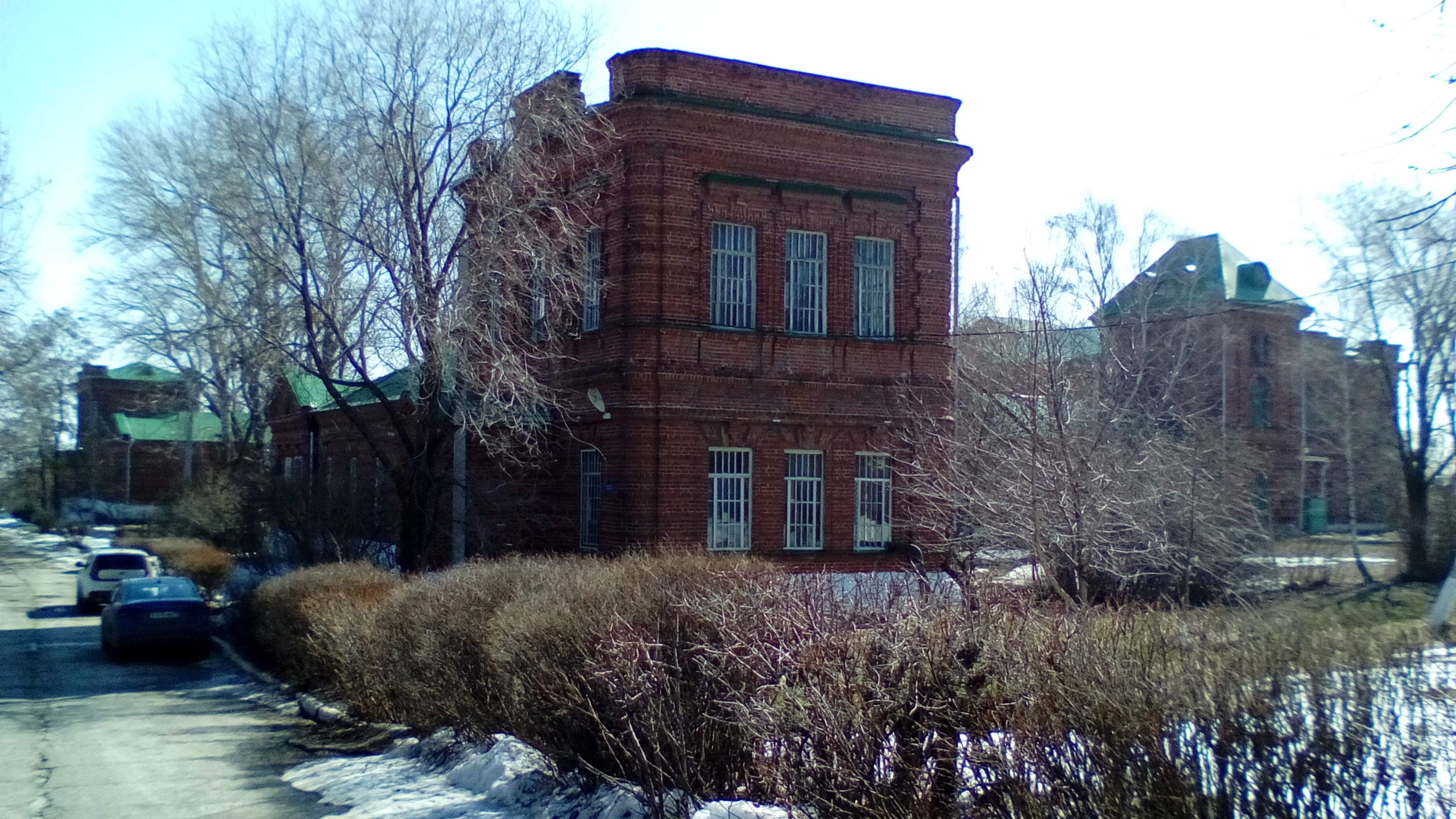
Старые корпуса Ульяновской областной клинической психиатрической больницы.
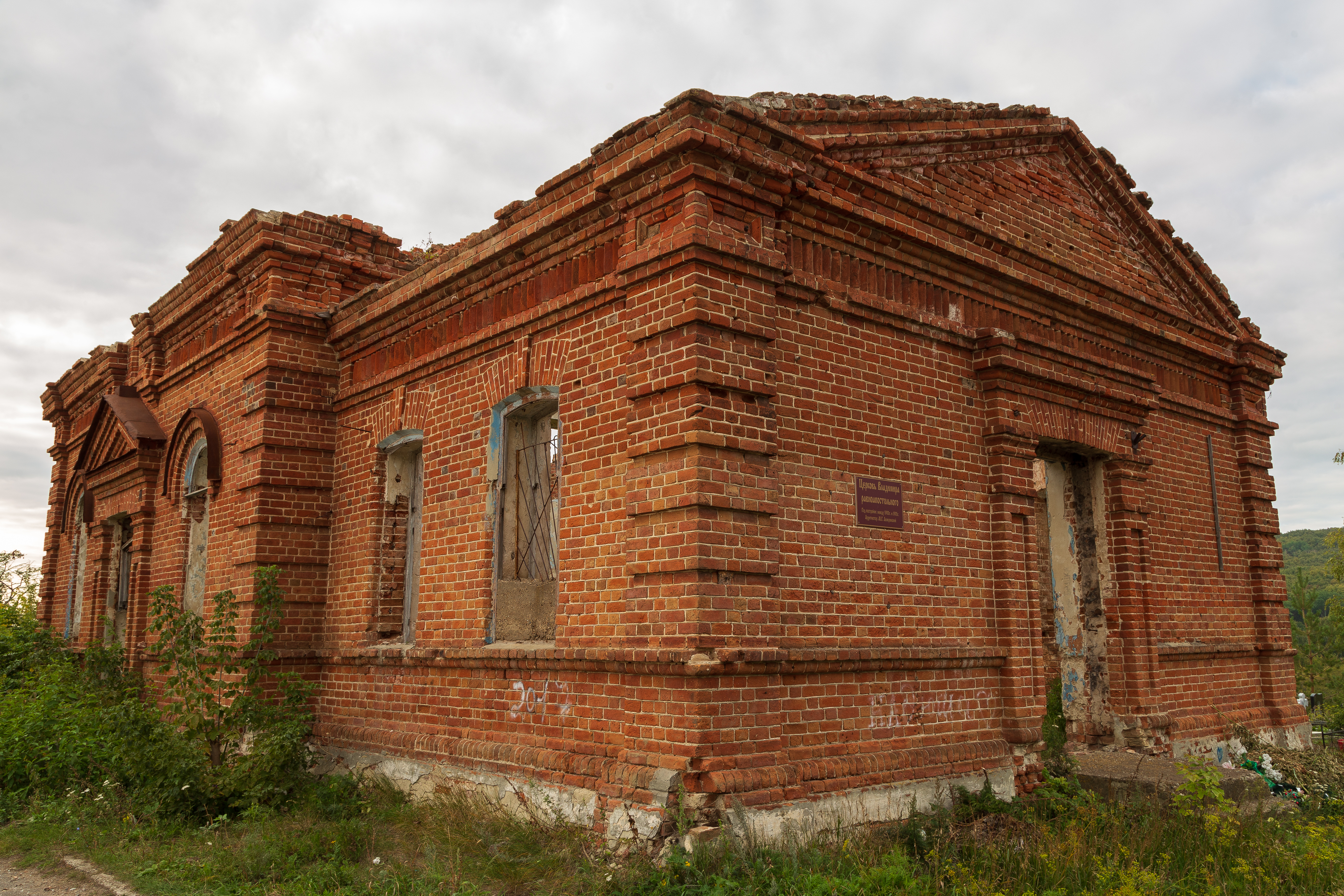
Церковь во имя Святого Равноапостольного Великого князя Владимира (Владимирская).
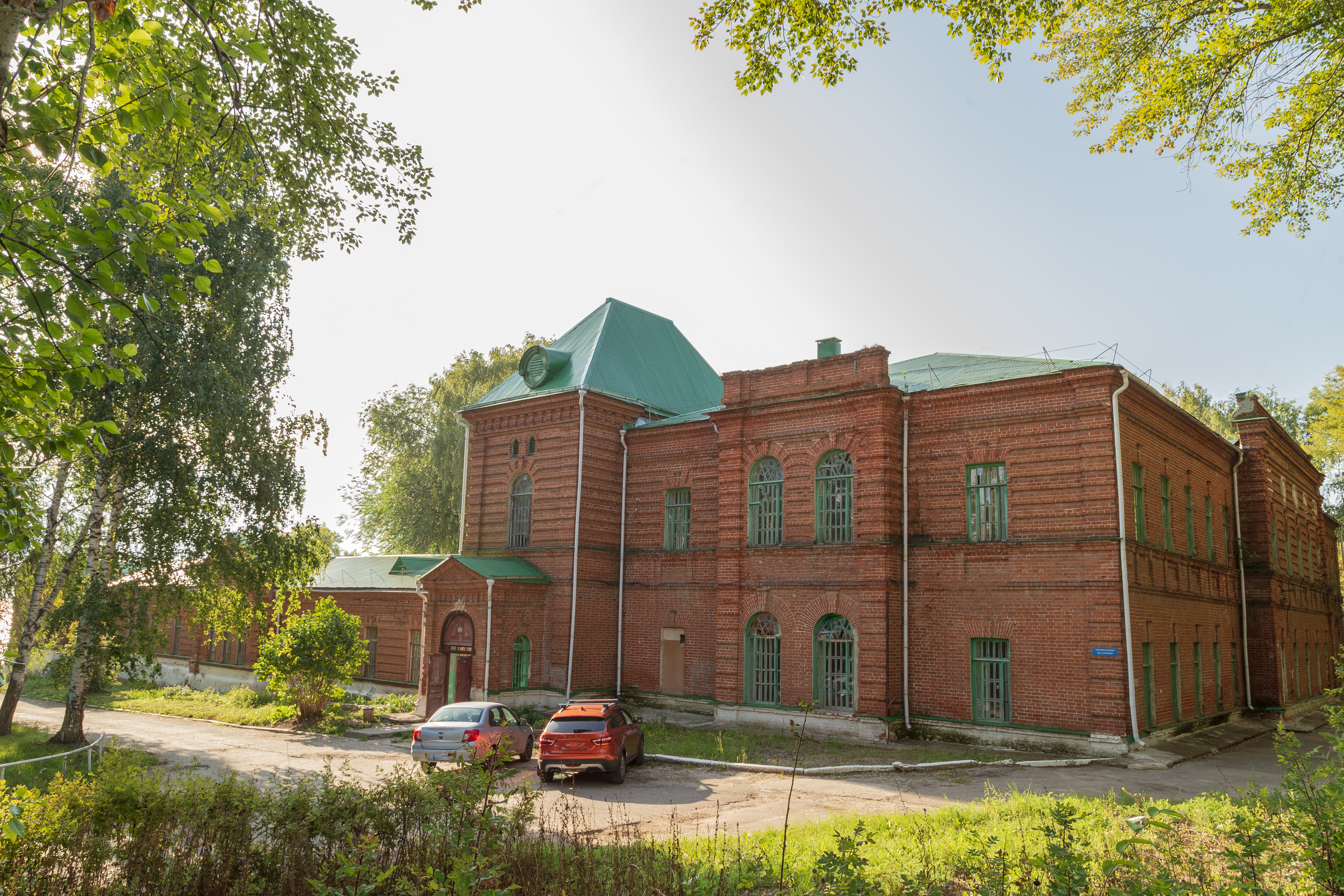
Женский корпус ПБ им. В. А. Копосова.

## Транспорт
Маршрутные такси 67 и 68. Сезонные садоводческие автобусы 26с, 42с, 47с.

## Люди, связанные с посёлком
- Аптекман, Осип Васильевич (1849—1926) — российский революционер, социал-демократ, один из основателей организаций «Черный передел», «Народное право». Работал в больнице в 1901—1902 годах[3].
- Копосов, Василий Александрович (1851—1922[17]) — земский психиатр, первый директор медицинского учреждения[18][19][20].